# The Sims 2: Happy Holiday Stuff
The Sims 2: Happy Holiday Stuff (u UK poznat kao The Sims 2: Festive Holiday Stuff) dodatak je za The Sims 2 igru. To je isto (ali zasebno) izdanje Holiday Party Pack dodatka, dostupna u maloprodaji, ne poput Holiday Party Pack dodatka, koji je bio dostupan ekskluzivno preko Internet trgovine Electronic Artsa (u SAD-u).
Ovaj je dodatak prvotno primijećen na web stranici The Sims 2 igre u rujnu, 2006. Rečeno je da će Holiday Edition biti pušten u prodaju istovremeno s Happy Holiday Pack dodatkom; sadržavajući ključnu igru The Sims 2 i Happy Holiday Pack predmete u jednoj hrpi, slično kao ono od The Sims 2: Holiday Edition, pušteno u prodaju godinu ranije.
24. listopada, 2006., EA najavio je posebno mini-izdanje ovog dodatka imena The Sims 2: Happy Holiday Mini Pack. Ovo je izdanje namijenjeno vlasnicima prošlogodišnjeg izdanja The Sims 2: Holiday Edition i Holiday Party Pack dodataka i uključuje 20 novih predmeta koji nisu bili uključeni u tim verzijama.

## Opis
Kao što ime sugerira, Happy Holiday Stuff sadrži predmete vezane za blagdane, a ponajviše za Božić; doduše, povezani su i s ostalim blagdanima poput Kwanzaae i Hanuke, kao i Kineske Nove godine.
Sadrži i sve nove predmete koji nisu uključeni u Holiday Party Pack dodatku, koji je pušten godinu dana ranije.   

## Vanjske poveznice
- The Sims 2 službene web stranice  Arhivirana inačica izvorne stranice od 14. siječnja 2013. (Wayback Machine)